# Втори ватикански събор
Вторият ватикански събор (Vaticanum II; на латински: Concilium Oecumenicum Vaticanum Secundum) е вселенски събор на Католическата църква. Съборът е свикан по инициатива на папа Йоан XXIII с цел освежаване (aggiornamento) на католическата църква и папата го открива на 11 октомври 1962 г., а е закрит на 8 декември 1965 г. от папа Павел VI.
Проведени са 7 сесии, от които папа Йоан XXIII ръководи само първата, а останалите шест са ръководени от неговия наследник – папа Павел VI. В Събора участват 3058 духовни лица и група експерти. Като слушатели участват и делегати от други некатолически християнски църкви – общо 17 представители на православни и протестантски църкви.
Вторият ватикански събор започва реформа в Католическата църква чрез отварянето ѝ към други християнски деноминации(екуменичен диалог) и реформа в литургията (служенето ѝ на родни езици). Най-съществената промяна е тази при която пиратът папа Балтазар Коса е обявен за антипапа, а новият Папа Анджело Джузепе Ронкали приема неговото име – Йоан XXIII. По време на Събора папа Павел VI установява близък контакт с патриарха на Вселенската патриаршия Атинагор I. В резултат на този контакт на 5 декември 1965 г. са отменени взаимните отлъчвания от 1054 г. на Римския папа и Константинополския патриарх.
Вторият ватикански събор се оценява от Католическата църква, че е сред най-важните събития в делата на християнството през 20 век. Католическата църква претърпява важни промени, които обаче не са равнозначно оценявани от поддръжниците и критиците на тези промени. Още по време на Събора редица теолози, философи, публицисти и политици изразяват различни мнения, които са или близки или крайно критични.
Поддръжниците на промените подчертават, че Съборът е приближил католическата църква до нуждите на вярващите и е настъпил краят на Контрареформацията, както и краят на консервативния манталитет в църквата.
Критиците на промените коментират резултатите от Събора от 2 гледни точки:
- консервативна, според която Съборът е направил твърде радикални промени по отношение на екуменизма, литургията, позицията и организацията на църквата; промените са оценявани на границата с ерес;
- модернистична, според която Съборът е направил твърде малки промени и те не са повлияли на самата църква като институция – липсата на демокрация в институцията и твърде незначителната ангажираност на църквата със социалните проблеми на човечеството.

Обединяваща 2-те гледни точки е критиката, че Съборът не е направил достатъчно по отношение на евангелизацията на човечеството в противовес на нарастващия атеизъм.
Монсиньор Георги Елдъров е единственият българин, излъчен за експерт консултант в този форум.
Сесии:
- Първа сесия – 1962 г.,
- Втора сесия – 1963 г.,
- Трета сесия – 1964 г.,
- Четвърта сесия – 1965 г.

- Открил: папа Йоан XXIII.
- Закрил: папа Павел VI.
- Председателствали: папа Йоан XXIII, папа Павел VI.